# Picot de Verreaux
El picot de Verreaux (Celeus grammicus) és una espècie d'ocell de la família dels pícids (Picidae) que habita la selva humida de les terres baixes per l'est dels Andes, des del sud-est de Colòmbia i sud de Veneçuela cap al sud fins l'est del Perú, nord de Bolívia i oest amazònic del Brasil.